# Eudorylas golbachi
Eudorylas golbachi är en tvåvingeart som först beskrevs av Hardy 1965.  Eudorylas golbachi ingår i släktet Eudorylas och familjen ögonflugor. Inga underarter finns listade i Catalogue of Life.